# Смирнов, Владимир Георгиевич
Владимир Георгиевич Смирнов (род. 23 ноября 1932) — советский хоккеист с мячом, тренер, организатор спорта. Мастер спорта СССР (1955).

## Карьера
Начал играть в хоккей с мячом в 1945 году в детской команде «Сталинца».
Играл за ведущие команды Москвы: «Спартак» (1950—1954), «Буревестник» (1954/55) и «Динамо» (1955—1960).
С 1960 по 1964 год выступал за «Вымпел» из подмосковного Калининграда.
В 1965 году начал тренерскую деятельность, возглавляя в течение трёх сезонов команду «Труд» из подмосковного посёлка Дзержинский.
Также был главным тренером краснотурьинского «Труда» (1968—1970), мончегорского «Североникеля» (1970—1973, январь 1973 — играющий) и иркутского «Локомотива» (январь 1975 — 1976).
Большая часть тренерской деятельности связана с работой в структуре московского «Динамо»: тренер «Динамо» (1977—1980), старший тренер команды «Динамо»-2 (1976/77), тренер школы «Динамо» (1973 — декабрь 1974, 1980—1992).
С 1992 по 1994 год — вице-президент ХК «Динамо» (Москва).
С 1994 по 2005 год — директор Малой спортивной арены стадиона «Динамо».

## Достижения
«Динамо» (Москва)
- Серебряный призёр чемпионата СССР: 1958/59
- Бронзовый призёр чемпионата СССР (2): 1955/56[4], 1959/60

«Вымпел»
- Бронзовый призёр чемпионата СССР: 1962/63
- Бронзовый призёр Спартакиады народов РСФСР: 1961 (в составе сборной Московской области)

### Комментарии
1. ↑  Количество игр и голов за клуб(ы) в высшем дивизионе чемпионатов СССР